# Laura Ràfols i Parellada
Laura Ràfols Parellada (Vilafranca del Penedès, 23 de juny de 1990) és una exfutbolista catalana. Va jugar de portera al FC Barcelona de la Primera Divisió femenina de futbol d'Espanya.
Va començar a jugar a futbol el 1999 al club de la seva ciutat, l'Atlètic Club Vilafranca, de Vilafranca del Penedès (Alt Penedès), club fundat per Joanjo Estregué i Jose Mari del Pozo l'any 1994.
Va començar a jugar a futbol-7 i va debutar a la selecció catalana Sub-14 amb 12 anys, gràcies a la promoció que va fer el seu entrenador, Joanjo Estregué, per la gran qualitat que va demostrar des de ben petita.
Va començar a jugar a futbol a la seva ciutat,concretament a la Fundació Esportiva Atlètic Vilafranca en un equip de futbol 7 femení, on moltes de les seves companyes eren nenes de la seva escola o bé de la mateixa ciutat.
Va sortir de les categories inferiors de la Fundació Esportiva Atlètic Vilafranca, arriba al club el 2007 quan passava per un dels seus pitjors moments després d'haver baixat de categoria, però amb l'arribada a la banqueta de Xavi Llorens tot millora amb un ràpid ascens, passa el temps i va agafant importància sota pals, arribant a ser la portera titular de l'equip. Després de 3 anys amb l'equip blaugrana finalment aconsegueix el primer trofeu oficial quan guanya la Copa de la Reina el 2011, que s'ha de sumar a les 3 Copes Catalunya que havia guanyat prèviament. L'any següent defensant en partits de les tres competicions l'equip aconsegueix un triplet històric al guanyar la Copa Catalunya, la Lliga Espanyola i la Copa de la Reina.
Continua sent titular indiscutible fins al 2015; però amb l'arribada de Sandra Paños perd la titularitat i cada cop juga menys partits. Va ser la capitana des del 2017. Va ser jugadora de la Selecció femenina de futbol de Catalunya. Va disputar 4 partits.
Al final de la temporada 2017-2018, anuncia la seva retirada del futbol professional. Un cop retirada, s'integra al futbol base del Futbol Club Barcelona en qualitat de preparadora física i comença a escriure articles setmanals al Diari Ara.

## Palmarès
- 4 Lligues espanyoles de futbol femenina: 2011-12, 2012-13, 2013-14 i 2014-15
- 5 Copes espanyoles de futbol femenina: 2011, 2013, 2014, 2017 i 2018
- 8 Copes Catalunya de futbol femenina: 2009-10, 2010-11, 2011-12, 2012-13, 2014-15, 2015-16, 2016-17 i 2017-18